# Újromantikus mozgalom

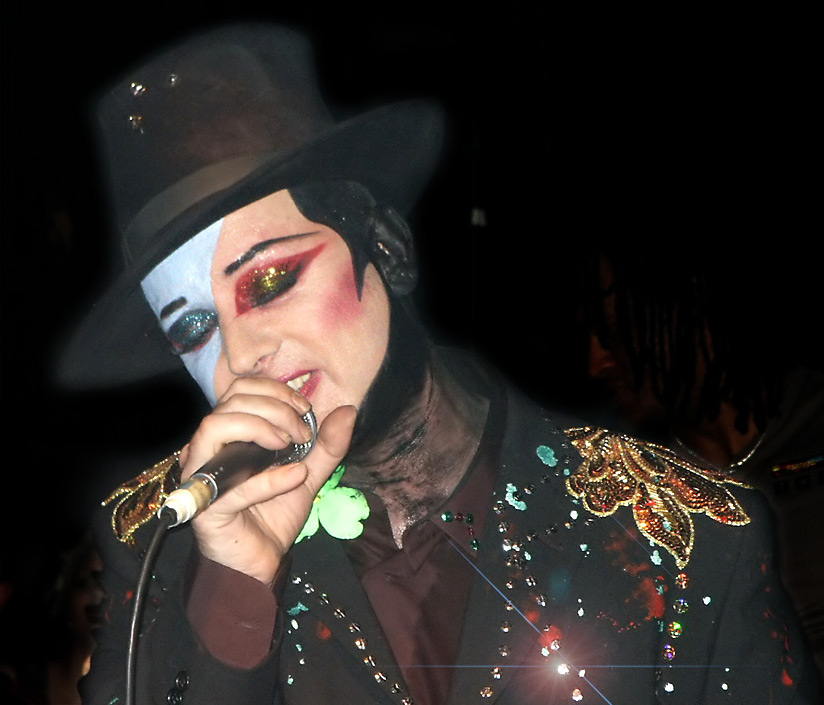
Boy George 2001-ben

Az újromantikus mozgalom egy popkultúrális zenei mozgalom volt, amely az Egyesült Királyságban alakult ki az 1970-es évek végén. A mozgalom londoni és birminghami klubokban jelent meg, mint a Billy's és a The Blitz. Az újromantikus mozgalom fő stílusjegyei a színes, esetekben bizarr divat volt, amelyeket főleg a Kahn and Bell (Birmingham) és a PX (London) boltok inspiráltak. A korai úttörőket gyakran Blitz Kids, New Dandies vagy Romantikus Lázadók néven emlegették.
A mozgalmat főként David Bowie, Marc Bolan és a Roxy Music inspirálta és kialakított egy divatirányzatot, amely a glam rock érából és a romantika (18-19. század) idején mindennapi öltözetekből vett részleteket. Az újromantikus megnevezést Richard James Burgess producer és zenész találta ki.
Ugyan eredetileg egy divatstílus volt, az 1970-es évek végén és 1980-as évek elején sok brit együttes és zenész átvette a jegyeit, mint Steve Strange (Visage), a Duran Duran, a Spandau Ballet, az A Flock of Seagulls, a Classix Nouveaux és Boy George (Culture Club). Az előadók nagy része az 1980-as évek elején elkezdett szintetizátorokat használni zenéjükben, amellyel segítették a szintipop kialakulását. Ezen zenei stílus és az újromantikus divat összeolvasztásával szerezték meg országos sikerüket, majd az MTV segítségével megtörtént a második brit invázió az amerikai zene világába.
1981 végére az eredeti mozgalom szétesett. Ugyan a hozzá kapcsolódó előadók egy része folytatta a karrierjét, sokan elhagyták a mozgalom esztétikáját. Az 1990-es években megpróbálták újraéleszteni az újromantikát, sikertelenül.

## Jellemvonások

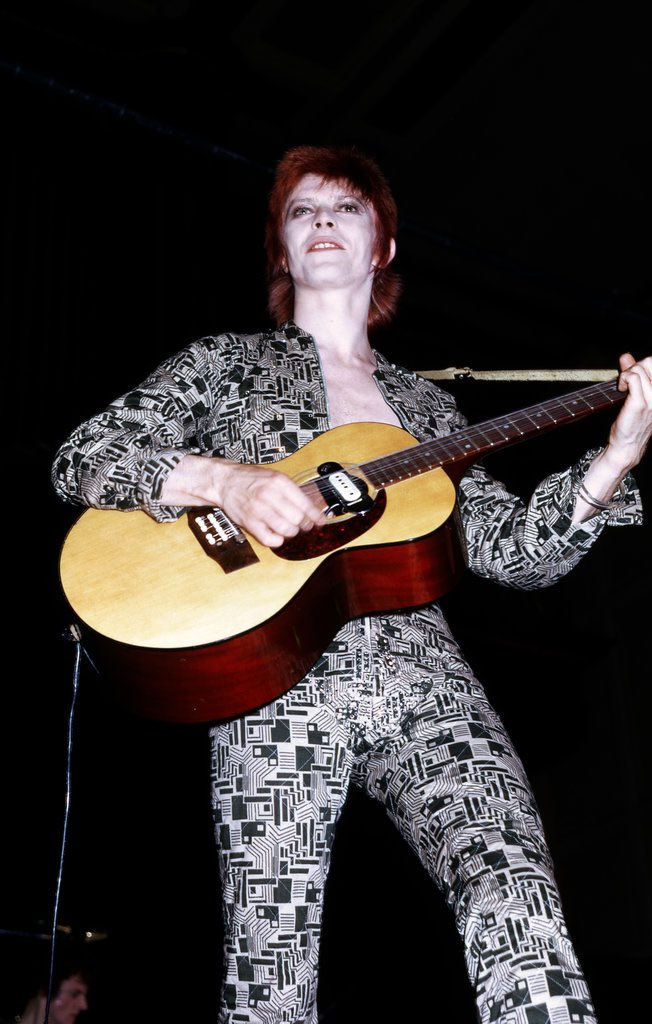
David Bowie androgün Ziggy Stardust megjelenése, amely befolyásolta a mozgalmat.

A újromantikus mozgalmat gyakran egy reakcióként írják le a punk rock mozgalomra és az 1970-es évek glam rock sztárjai, mint David Bowie és a Roxy Music erősen befolyásolták az alakulását. A stílust tekintve elutasította a punk divatellenességét és egyszerűségét. Mindkét nem gyakran öltözött androgün ruhákba és sminket is hordtak. Ez, a hagyományos nemi határokat átlépő öltözködés nagyon jellemző volt a Culture Club énekesére, Boy George-ra és Marilynre.
A divatot gyakran a romantika korából származó történelmi tematikák inspirálták, mint az angol romantika, az orosz konstruktivizmus, Bonnie Prince Charlie, Hollywoodi sztárok, puritánok és a Pierrot bohóc. Bármilyen öltözék elfogadható volt, ha az szokatlan volt és meghökkentő. A megszokott hajstílusuk közé tartozott a quiff és a mullet. Amint a mozgalomba tartozó együttesek elkezdtek sikeresek lenni, sokan elhagyták a szokatlan öltözeteket és a sminket, öltönyökért cserébe.
Az újromantikus öltözeteket a birminghami Jane Kahn és Patti Bell divattervezők terjesztették, illetve Helen Robinson Covent Garden-i PX boltja. Az újromantika megjelenése egybeesett Vivienne Westwood kalóz kollekciójának bemutatásával, amelyet a Bow Wow Wow és az Adam and the Ants népszerűsített. Ennek ellenére Adam Ant elutasította, hogy valaha is újromantikus lett volna és ezt megismételte 2001-ben és 2012-ben is.
A Japan együttes is elutasította, hogy kapcsolata lett volna a mozgalomhoz, bár az androgün kinézetet ők is átvették az 1970-es években. Egy 1981 októberében készített interjúban David Sylvian énekes a következőt mondta: „Jelenleg van egy olyan periódus, amely miatt úgy tűnik, mintha divatban lennénk. Én nem szeretem, amikor összekötnek minket velük.” Illetve az együttes öltözködéséről azt mondta, hogy „Nekik egy extrás ruha csak egy jelmez. De nekünk egy életstílus. Mi minden nap így nézünk ki és így öltözünk.”

## Fontosabb előadók
- Boy George
- Classix Nouveaux
- Duran Duran
- Endgames
- The Mood
- Princess Julia
- Philip Sallon
- Spandau Ballet
- Steve Strange
- Visage